# Алеманський діалект

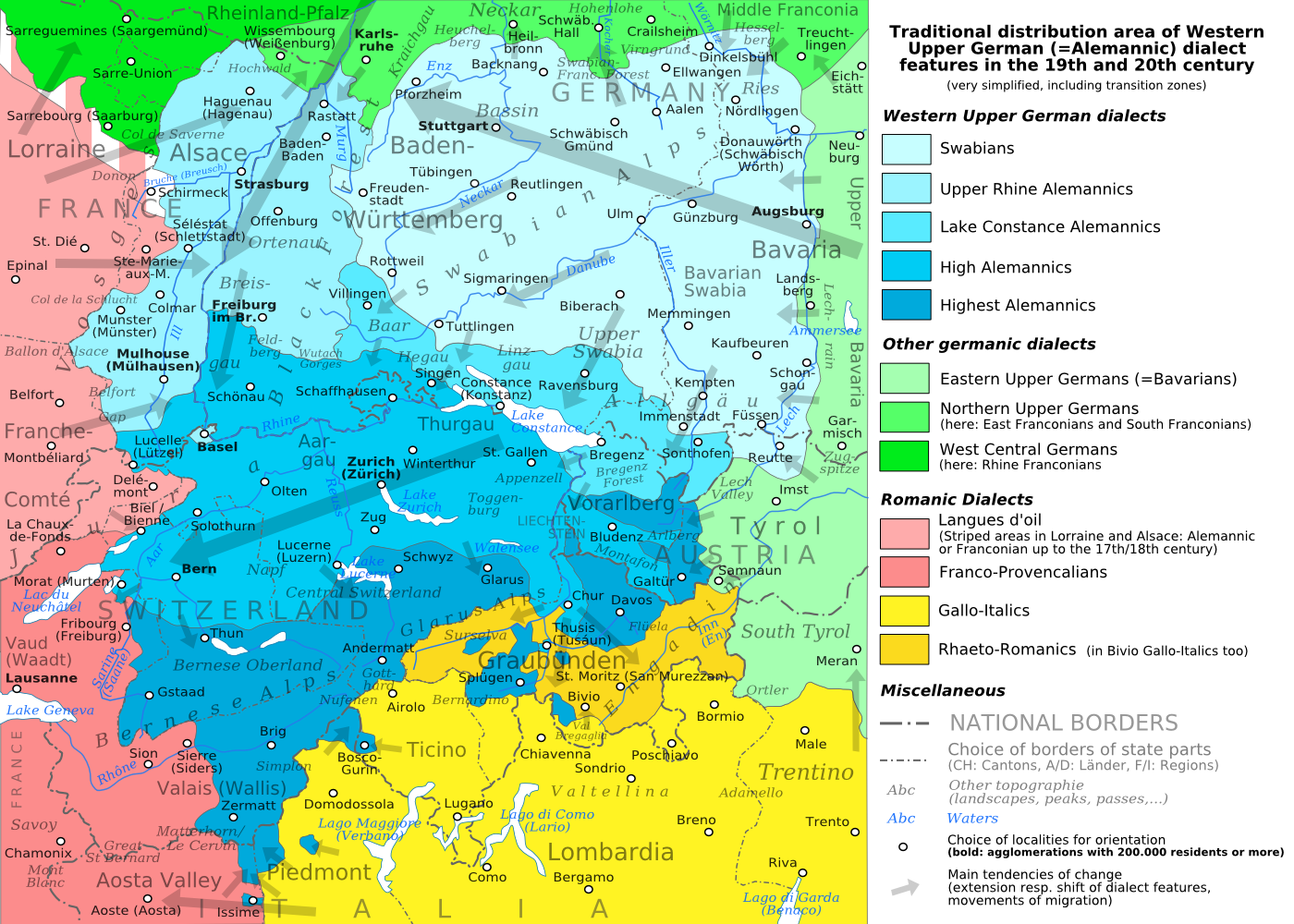
Алеманські діалекти

Алеманський діалект (західно-південнонімецький, швабський, алеманський діалекти) німецької мови належить до південнонімецьких діалектів верхньонімецького кластеру.
Поширений на півдні Німеччини, на крайньому заході Австрії (Форарльберг), Швейцарії, в Ельзасі (Франція), а також у деяких районах Італії. Станом на початок ХХІ століття, здає позиції в Німеччині, поступаючись літературній німецькій, і у Франції, поступаючись французькій.
У Швейцарії, навпаки, йде посилення позицій: у форумах і SMS-повідомленнях швейцарська молодь пише в основному на діалекті, на телебаченні і на радіо дедалі більше передач виходить на алеманському діалекті.
Утворення нової мови не відбувається тільки тому, що діалект у свою чергу підрозділяється на піддіалекти, носії яких часом не можуть зрозуміти один одного (алеманський діалект кантону Вале відрізняється від інших більше за всіх[джерело?]), і нема єдиного діалекту, на основі якого можна було б створити літературну норму.
Тому усною мовою в німецькомовній частині Швейцарії залишається алеманська, а письмовою — літературна німецька (Hochdeutsch — стандартизована німецька мова). Назва походить від древньогерманського племені алеманів, діалект яких ліг в основу алеманського діалекту.
Найстаршим записом діалекту є написи на фібулах VI століття.
Перші об'ємні тексти записані у VIII столітті в абатстві Санкт-Галлен. У XIV столітті Швейцарія вела свої хроніки на алеманському діалекті. 1520 року на алеманський діалект швейцарським релігійним реформатором Гульдріхом Цвінглі було перекладено Біблію. Від XVII століття починається переклад алеманських діалектів на німецьку літературну мову.
Саме з цієї причини до сьогоднішніх днів не існує послідовної орфографії для всіх алеманських діалектів. 1803 року Йоган Петер Гебель написав алеманські історії (Alemannische Gedichte) на цьому діалекті.
Швейцарські письменники (наприклад, Єремія Готтхельф, Тім Крон) часто навмисно використовують запозичення з цього діалекту, звані гельветизмами, у своїх німецькомовних творах.
Існує алеманська Вікіпедія.

## Діалекти
- Швабський  (Schwäbisch) — Баден-Вюртемберг і Баварська Швабія
- Нижньоалеманський (Niederalemannisch)
  - Озерно-алеманський (Seealemannisch) — південь Баден-Вюртембергу і північний захід Форарльбергу (Австрія)
  - Ельзаський (Elsässisch) — Ельзас (Франція)
  - Базельський — район Базеля в Швейцарії
  - товарський (Alemán Coloniero) — з 1843 в Венесуелі (Колонія-Товар)
- Верхньоалеманський (швейцарський) (Hochalemannisch, Schweizerisch)
  - Бернський
  - Цюрихський та інші.
  - Форарльберзький
- Гірноалеманський (високоалеманський; Höchstalemannisch)
  - Валліський — кантон Вале (Швейцарія)
  - Вальзерський — схід Валле-д'Аоста і крайня північ П'ємонту (Італія)